# Renault 12
El Renault 12 (R12) es un automóvil de turismo del segmento D producido por el fabricante francés Renault entre los años 1971 y 1989. Fue diseñado para cubrir el hueco entre el Renault 6 (presentado un año antes) y el Renault 16. El R12 fue reemplazado por el Renault 18. Siguió en producción fuera de Europa hasta 1989 en Argentina con varias modificaciones sobre el modelo original, y en Turquía hasta 2005. En 1971 se concedió a Dacia autorización para fabricarlo hasta 1989.
El R12 es un cinco plazas con motor y tracción delanteros, con carrocerías berlina de cuatro puertas y familiar de cinco, que se comercializaban con los nombres «Berline» y «Break» respectivamente.

## Historia

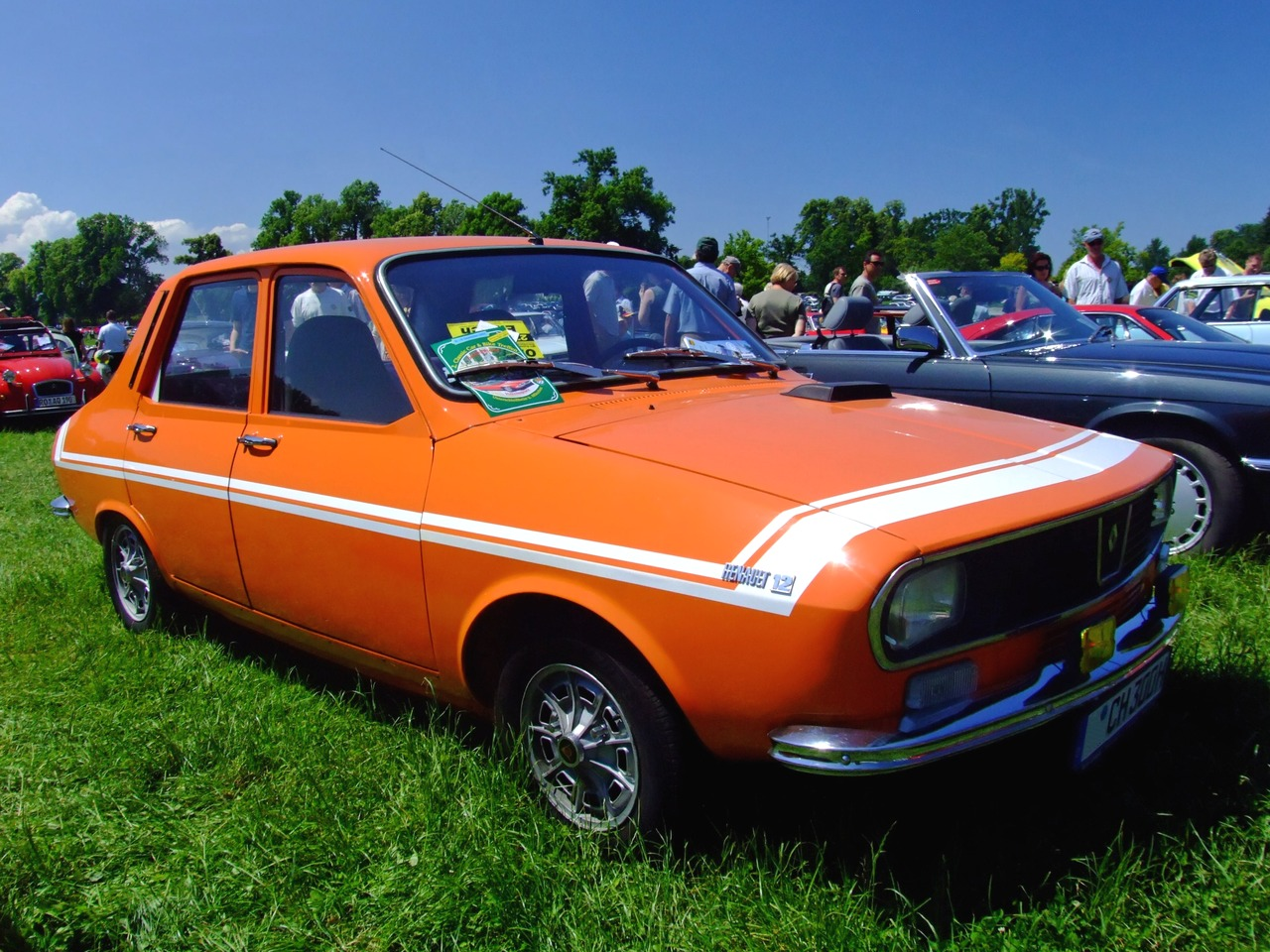
Renault 12 Gordini.

#### Contexto
Tras el final de la ocupación alemana, Renault fue nacionalizada en 1945, resurgiendo de sus cenizas bajo la administración de Pierre Lefaucheux como empresa pública -Régie Renault-, dedicada a la producción de automóviles meramente utilitarios.
Lefaucheux muere trágicamente en 1955, siendo sucedido por Pierre Dreyfus bajo cuya dirección la empresa emprende un proceso de expansión y diversificación sin precedentes, llegando a ser la primera compañía gala del motor. Este proceso culmina a principios de la siguiente década con la reorganización de la gama, separándose la filial de vehículos pesados Saviem y desapareciendo en 1961 el Renault Frégate de concepción tradicional para centrarse en el desarrollo y producción de dos gamas de vehículos muy diferenciadas, ambas con soluciones técnicas de preguerra. 
Por un lado los R-8 y R-10 de  tracción trasera, con motor trasero longitudinal y suspensión por ejes oscilantes, descendientes directos del Renault 4CV, diseñado durante la ocupación. Por otro los R-4 y R-16 con un esquema de tracción delantera muy clásico, con motor central-longitudinal y suspensión por brazos superpuestos delanteros y tirados traseros con barras de torsión como resorte, recreación de las soluciones que estrenara el Citroën Traction Avant en los años 30.

#### Desarrollo
A lo largo de la década, el mercado francés se vuelca más que ningún otro en la tracción delantera  que supone ya más del 60% de la producción, haciendo evidente que los R-8/R-10 no podrán competir con los futuros Citroën GS, Peugeot 304 y Simca 1100. En ese contexto la Régie Renault da luz verde al proyecto 117 en 1964 para sustituirlos bajo la siguiente premisa:
"El coche debe ser asequible, no demasiado sofisticado. El interior debe ser espacioso y contar con un gran maletero, pero un motor pequeño debe ser suficiente. El coche debe ser fácil de producir en cualquier parte del mundo. Fiable para los mercados exteriores pero suficientemente confortable para el mercado interior francés. Debe servir de base para múltiples variaciones" [cita requerida]
Para cumplir estas premisas los ingenieros se encuentran con el problema de que la base mecánica Renault 16, con su motor Cléon-Alu central-longitudinal y caja de cambios delantera accionada por un complejo sistema de reenvíos era demasiado costoso, mientras que el desarrollo del R-4, con el motor Billancourt y el transeje del Renault Dauphine adaptados de manera muy rústica, se agotaba en el Renault 6 incapaz de competir en el segmento superior.
Por esta razón el proyecto 117 parte de un chasis enteramente nuevo, diseñado para poder utilizar el transeje del Renault 8 con el clásico motor "sierra" y su caja de cambios de cuatro velocidades, pero situados a diferencia del R-4 en posición invertida, con el motor por delante del eje y la caja de cambios por detrás en disposición delantera-longitudinal. Esta configuración  se oponía además a la entonces arriesgada técnica del motor transversal de los Peugeot 304 y Simca 1100, permitiendo el fácil accionamiento de la caja de cambios mediante varillas cortas y el uso de semiejes de igual longitud. A cambio, el hecho de llevar el motor colgado por delante del eje delantero aumentaba notablemente el momento de inercia haciendo el coche muy subvirador.

Las suspensiones por su parte abandonan las soluciones empleadas en los R-16 y R-4, manteniendo el esquema de triángulos superpuestos en el tren delantero pero con muelles como resorte. El tren trasero, en contra de la tradición de la marca, pasó a utilizar una suspensión dependiente mediante un eje rígido muy robusto, también con muelles, con dos brazos tirados para el guíado longitudial y un triángulo central para el control lateral al estilo Alfa Romeo.

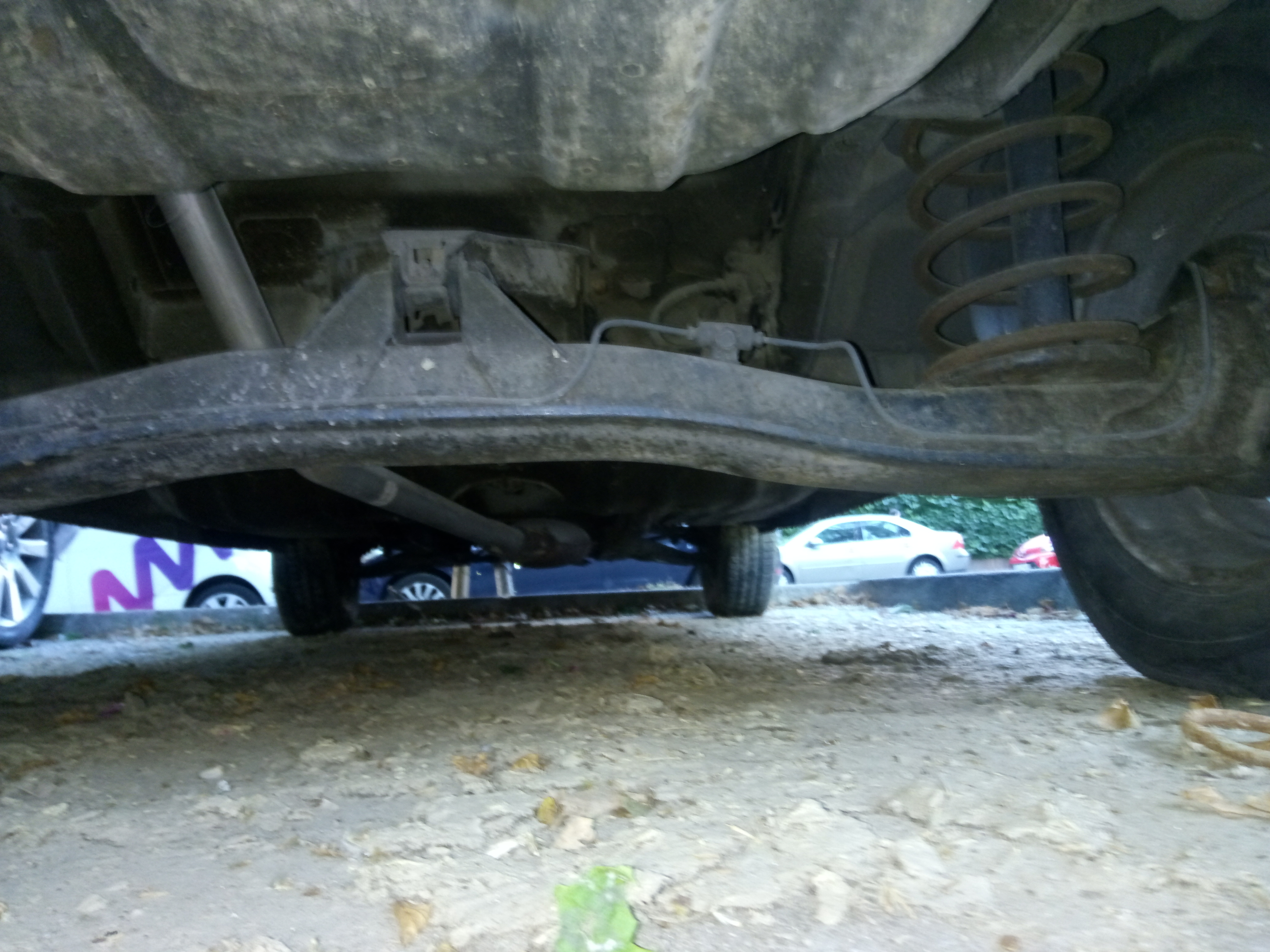
Eje rígido guiado por un triángulo central en un Renault 12

La dirección mantiene la cremallera ya presente en toda la gama Renault, mientras que los frenos abandonan el sistema de discos a las cuatro ruedas del Renault 8 francés en favor de un esquema mixto disco/tambor.
El nuevo chasis permitió diseñar un modelo de gran capacidad, que incorporaba a su línea las nuevas tendencias para ofrecer la menor resistencia posible aplicando las nuevas teorías existentes que luego se plasmarían en el llamado coeficiente CX. De esta forma los prototipos originales, muy similares al Renault 16, se perfilan hasta dar lugar a la llamada “línea flecha” de tres volúmenes, característica del modelo. Inicialmente se concibió con un revolucionario frontal de tres faros asimétricos, pero las dificultades para una homologación final decidieron dejar las cosas como estaban por aquel entonces, con dos faros.
La berlina fue presentada oficialmente en el Salón del Automóvil de París de 1969, y el familiar se agregó a la gama en 1970. 
En Europa se ofrecía con el motor sierra de gasolina de cuatro cilindros en línea de 1289 cc en diversas configuraciones de compresión y alimentación y con la cilindrada aumentada a 1397 cc para algunos mercados. Todos los R-12 con motor Cleón-Fonte llevaron la caja de cambios de cuatro velocidades sincronizadas y frenos de tambor traseros. En algunos mercados se utilizó también el motor motor Cléon-Alu de 1565 cc equipado con un carburador Weber de dos cuerpos y 125 CV (SAE) únicamente con carrocería berlina bajo el nombre R12 Gordini. El Gordini incorporaba además frenos de disco en las cuatro ruedas y caja de cambios de cinco velocidades. La gama europea fue reestilizada en el año 1975, con una parrilla, faros y salpicadero distintos.
Fuera de Europa el caballo de batalla fue igualmente el motor sierra con 1.289 cc o 1397 cc, utilizándose el motor Cléon-Alu en algunos mercados como Estados Unidos y México con la cilindrada aumentada a 1647 cc, inicialmente de 65 CV y luego de 72 CV.

#### Legado
La concepción del auto, diseñado desde el principio como un modelo de carácter universal que pudiera producirse también en países que por aquel entonces se iniciaban en el mundo de la fabricación y el montaje fue un éxito, convirtiéndose en el modelo francés más vendido de la historia.
Algunas de sus soluciones técnicas, en particular su motor longitudinal colgado por delante de la caja de cambios se mantuvieron hasta entrados los años 90 con el Renault 25, imprimiendo a los Renault grandes -R20/30 y R25- su característico comportamiento subvirador.
Otras, como el uso de una suspensión trasera dependiente sorprendieron a la prensa del motor en el momento de su presentación, al llevar la marca más de 25 años utilizando suspensiones independientes en toda su gama. El sistema se emplearía también en sus derivados los Renault 15/17 y su sucesor el Renault 18, siendo abandonado con el Renault 21.

### Renault 12 en el mundo

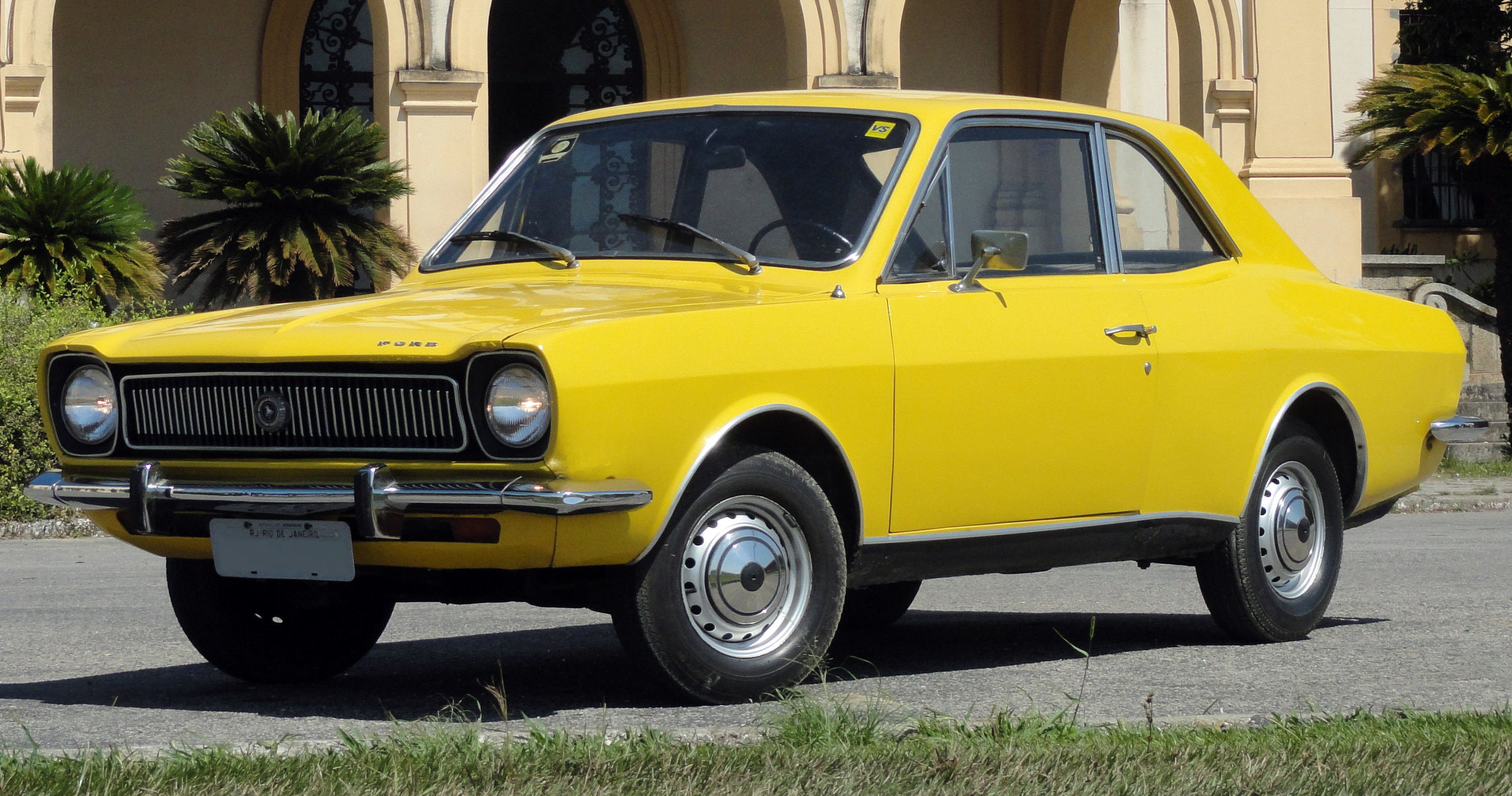
Ford Corcel, versión coupé del R12 producida por Ford Motor do Brasil

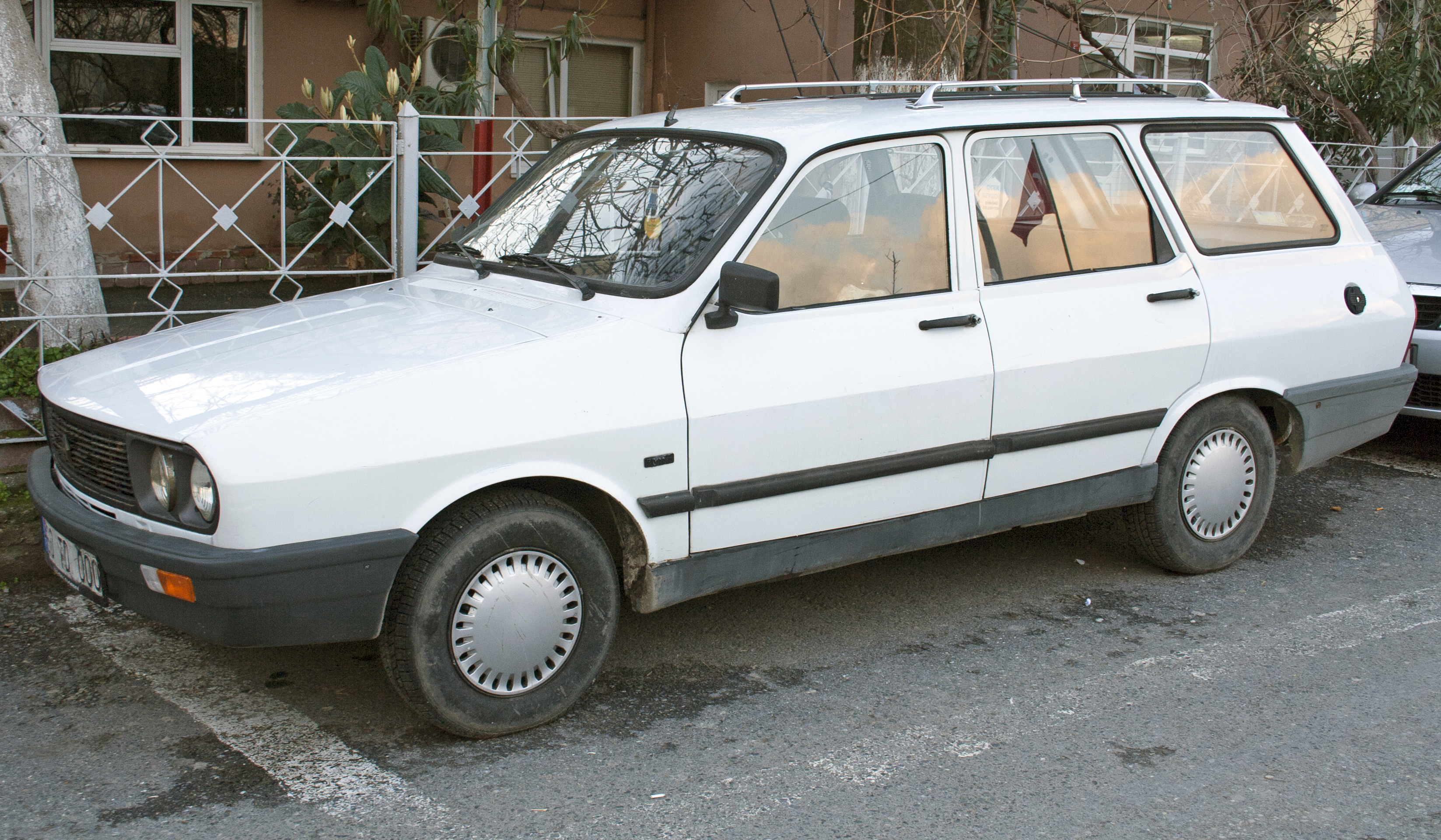
Renault 12 SW Toros

En los años 70 el Renault 12 era el modelo francés más internacional, producido entonces en los siguientes países:
- Australia (12 GL en Melbourne), Sudáfrica (Rosslyn Motors), Argentina (IKA-Renault-Planta de Santa Isabel, IKA introdujo algunas modificaciones como los deflectores de las ventanas), Chile (Automotores Franco Chilena S.A. en la Planta de Los Andes), Uruguay (Santa Rosa Automóviles, Nórdex), Canadá (SOMA para "Société de Montage Automobile" en Saint-Bruno de Montarville en Quebec produjo R12 con cuatro proyectores redondos, algunos de los cuales fueron exportados a Estados Unidos), Colombia por (Sofasa Envigado), Venezuela (por Renault Venezolana C.A. en la planta Mariara, estado Carabobo Entre 1978 y 1982 para sustituir al Renault 4). México (Ciudad Sahagún), Iran, Costa de Marfil (SAFRAR), España ( FASA en las plantas de Palencia y Valladolid introdujo novedades estéticas en el frontal de las dos series) ,  Irlanda (Smith Eng), Madagascar (SOMACOA), Marruecos (SOMACA) y Portugal (ILR).[7]

En Brasil fue fabricado un vehículo denominado Ford Corcel, el cual no era más que una reinterpretación local del R12 vendido bajo la marca Ford. Los acuerdos para la producción del R12 en Brasil se iniciaron previamente con la Willys Overland do Brasil encargada de la representación oficial de Renault en el país.  Sin embargo, esta empresa quebró a mitad de las negociaciones y su control fue asumido por la Ford Motor Company, que así pasaba a consolidar su posición en el país. A pesar de esto, las negociaciones continuaron, teniendo como resultado la producción de un coche de bajo consumo, con toda la tecnología de Renault, pero con un diseño propio y una marca distinta. Este coche fue producido en las nuevas instalaciones de Ford en São Bernardo do Campo.
Tras el cese de producción en Europa, el Renault 12 continuó fabricándose bajo licencia en algunos países de economías emergentes
- Rumanía (Dacia): Entre 1969 y 2006 se produjeron sucesivas versiones denominadas Dacia 1300
- Turquía (OYAK) de 1971 a 1999 como Renault 12/Renault Toros
- Argentina IKA-Renault el modelo estuvo en producción como Renault 12 hasta 1994

#### El Renault 12 en Turquía

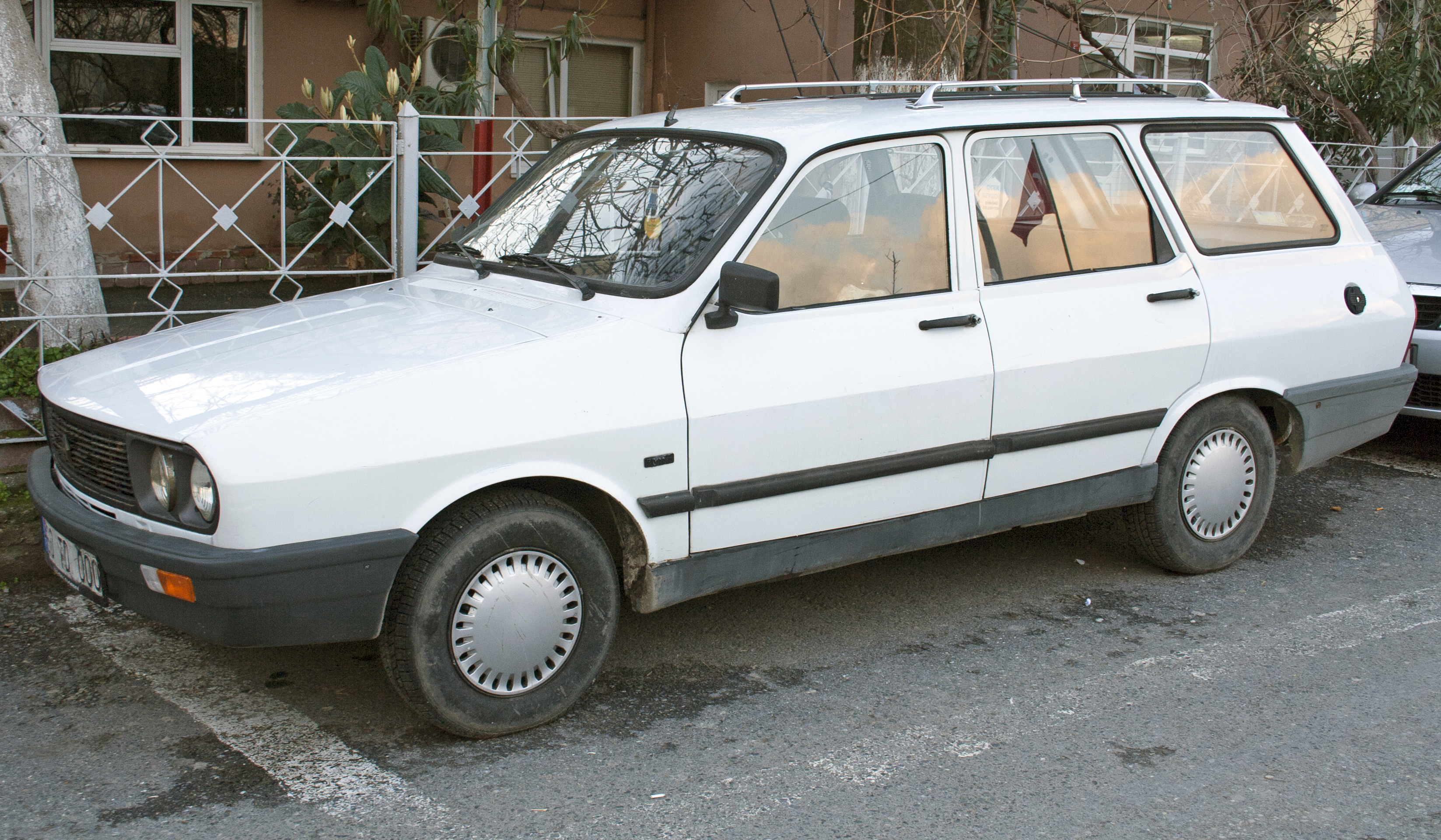
Renault 12 TSW Toros (familiar) de fabricación turca

Un automóvil basado en el Renault 12 fue fabricado en Turquía por Oyak-Renault entre 1971 y 2000. Los modelos anteriores eran similares al R12 original, luego el automóvil se sometió a un lavado de cara en 1989 y se comercializó bajo el nombre Renault Toros hasta que se discontinuó debido a la entrada en vigor de estándares de emisiones europeos más estrictos. El nombre "Toros" tiene una doble etimología: una es los montes Tauro (turco: Toros dağları), la otra es la designación del submodelo TS. Vendido como sedán o camioneta (TSW), tiene un motor C1J (Cléon) carburado de 1.4 litros con 61.5 PS (45 kW; 61 hp) y venía con una transmisión de cuatro o cinco velocidades
El Renault 12 fue el primer automóvil fabricado en Turquía que se exportó al extranjero y comenzó a exportarse al Líbano en 1973. Los Renault 12 fabricados en Turquía también se exportaron a Argelia, Azerbaiyán, Congo, Gabón, Costa de Marfil, Mali, Mauritania, Marruecos, Chipre del Norte, Níger, Senegal, Togo, Túnez y Alto Volta.

#### El Renault 12 en Rumania

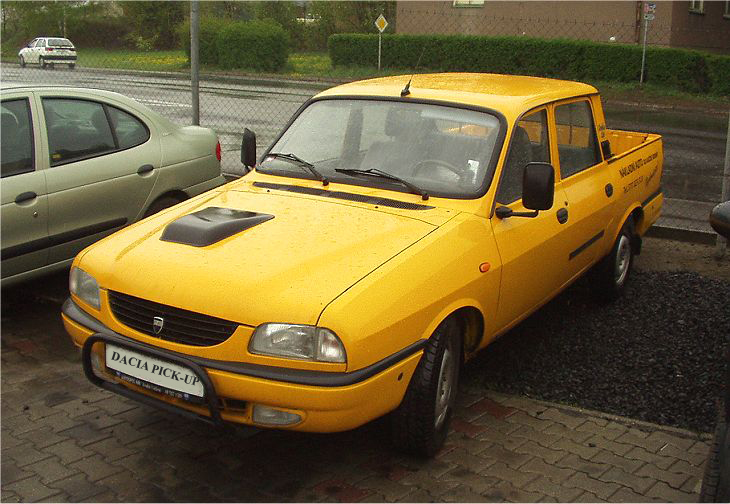
Dacia Double Cab

El Renault 12 fue fabricado en Rumania por Dacia durante casi cuatro décadas. Las versiones berlina y familiar se pusieron a la venta en 1969 y 1972 con el nombre Dacia 1300; en 1975 se agregó una furgoneta de cuatro puertas (1300F) y una pickup de cabina simple (1302). Algunas versiones de carga incorporaban la tracción integral.
La licencia del R12 venció en 1978, lo que obligó a Dacia a modificar varias piezas para poder seguir vendiendo el modelo. Se introdujeron cambios paulatinamente entre 1979 y 1981, hasta que a mediados de ese año se presentó el Dacia 1310. En 1983 un coupé de dos puertas (1410 Sport) fue vendido entre 1983 y 1992, y un hatchback de cinco puertas (1320, luego 1425) entre 1988 y 1996. Se añadieron dos versiones económicas y de alta gama con los nombres 1210 y 1410.
En 1991, las versiones de alta gama tenían elementos de equipamiento como paragolpes del color de la carrocería, apoyacabezas traseros, radiocasete y tapacubos de plástico. En 1992, se suma un "pickup" doble cabina (1307) y una furgoneta de techo elevado (1309). La gama fue reestilizada en 1994, y al año siguiente. La última reestilización fue en 1998, que fue sucedida, por una serie especial llamada «Dedicatie», que poseía elevalunas eléctrico, dirección asistida y llantas de aleación ligera. Las últimas berlinas y familiares se ensamblaron el 12 de julio de 2004, y las últimas furgonetas y pickups el 8 de diciembre de 2006.

#### El Renault 12 en España

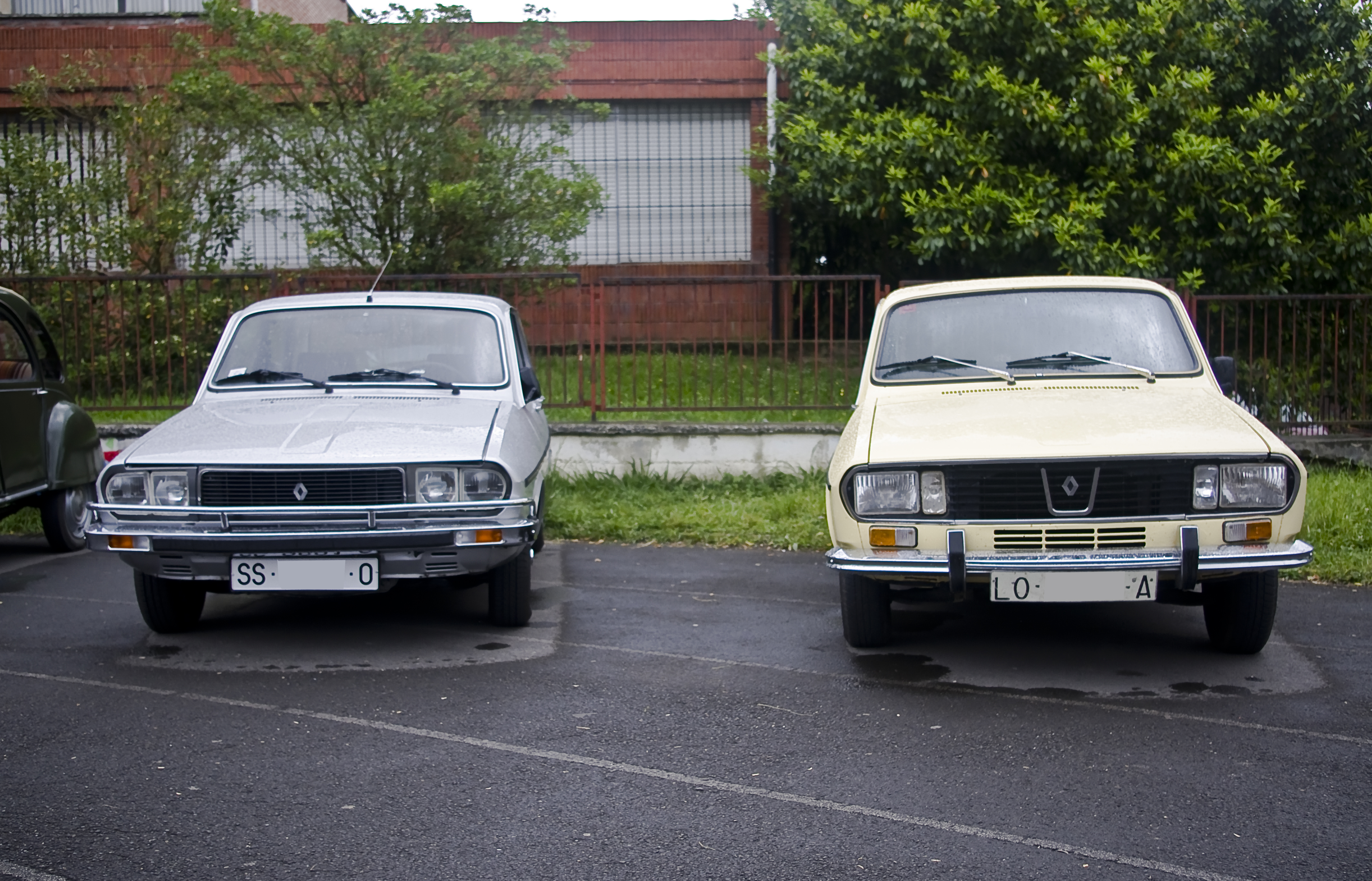
Evolución del Renault 12 de FASA; de dcha. a izda. Renault 12 S (1974) y Renault 12 TS (1982)

Pasados unos meses de la presentación mundial y bien entrado el año 1970 se inició la fabricación y la venta del modelo en España. Fue presentado en el mes de abril, en el Salón del Automóvil de Barcelona. La versión inicial producida por FASA-Renault, sin nombre específico, estaba basada en la versión TL francesa de 1289 cc, a la que se habían realizado algunas mejoras en el equipamiento general, destacando una tapicería de asientos híbrida, compuesta de escay y paño, más adecuada a las características climáticas de la zona. 
En otoño de 1971 aparece la versión «S», basada en la TS francesa, aunque con detalles que solamente se montarían en esta versión para el mercado local. Poseía una calandra con cuatro faros de diseño específico que le conferían una personalidad propia. Las llantas, de tipo Rostyle, procedían del Gordini francés con cinco pulgadas de garganta; contaba con un tacómetro en su cuadro de instrumentos y asientos de nuevo diseño que le conferían un aspecto más lujoso además de confortable. En cuanto a la mecánica, llevaba incorporado un carburador de doble cuerpo, entre otras novedades, que le hacían incrementar su rendimiento hasta los 68 CV (DIN). En enero de 1972 se le incorporarían los cristales coloreados en color verde, resultando el nombre comercial S.L.E. (S Lunas Especiales).
En 1972 apareció la carrocería familiar, únicamente en la versión básica (las versiones TL y S respectivas llegarían en 1975), presentada en abril, en el Salón Del Automóvil de Barcelona.
En septiembre de 1976 se produce la modernización y reorganización de la gama. La carrocería berlina pasa a ofrecerse con dos versiones: TL, que conserva la motorización de las anteriores versiones básica y TL; y TS, sustituto del S, que incorpora un motor de 1397 c.c. con una potencia máxima de 70 CV (DIN). Las dos versiones presentan las novedades estéticas ya presentes en la gama francesa desde la temporada anterior: calandra renovada (con faros dobles procedentes del Renault 16 TX en el caso del TS, distintos de los del antiguo S); mayores pilotos traseros con luz de marcha atrás incorporada; llantas Rostyle procedentes del Renault 16, nuevos parachoques, con los delanteros integrando las luces de posición e intermitencia; y nuevos salpicaderos, asientos y volantes de dirección. La carrocería familiar incorporó las mismas novedades estéticas, y se ofrecía en tres versiones: básica, TL y TS.
Estas versiones continuarían montándose, sin demasiadas variaciones, hasta julio de 1982, fecha en que el Renault 18 sustituyó a las versiones berlina. En 1980 había comenzado a fabricarse el GTL Familiar, versión con el aspecto y equipamiento del TS familiar, y un motor menos potente con su rendimiento limitado hasta los 60 CV (DIN). Seguiría comercializándose esta versión hasta el año 1984, cuando fue sustuida por el Renault 18 familiar. Hasta ese momento, 455.392 unidades habían sido construidas en las factorías de Valladolid y Palencia.

#### El Renault 12 en Yugoslavia
En 1972, Renault estableció una asociación estratégica con el fabricante yugoslavo IMV de Novo Mesto, SR Eslovenia, que anteriormente había producido varios modelos de Austin Motor Company, para comenzar a producir, además del Renault 4, también el Renault 16, Renault 18 y Renault 5 para el mercado yugoslavo.

#### El Renault 12 en Argentina

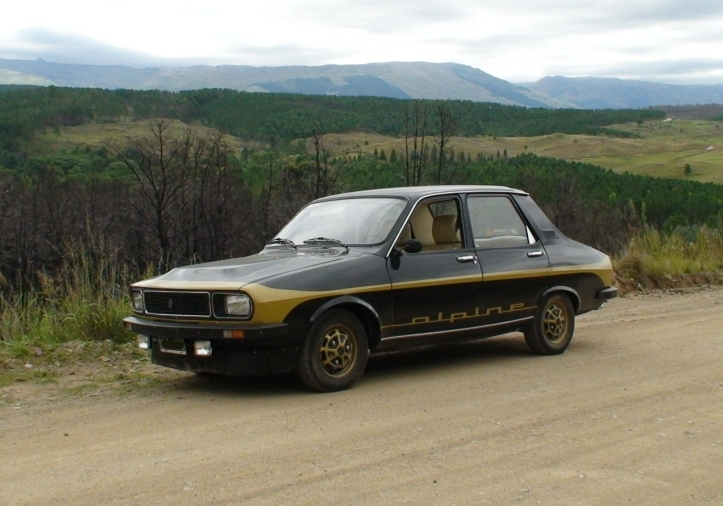
Renault 12 Alpine argentino (1978)

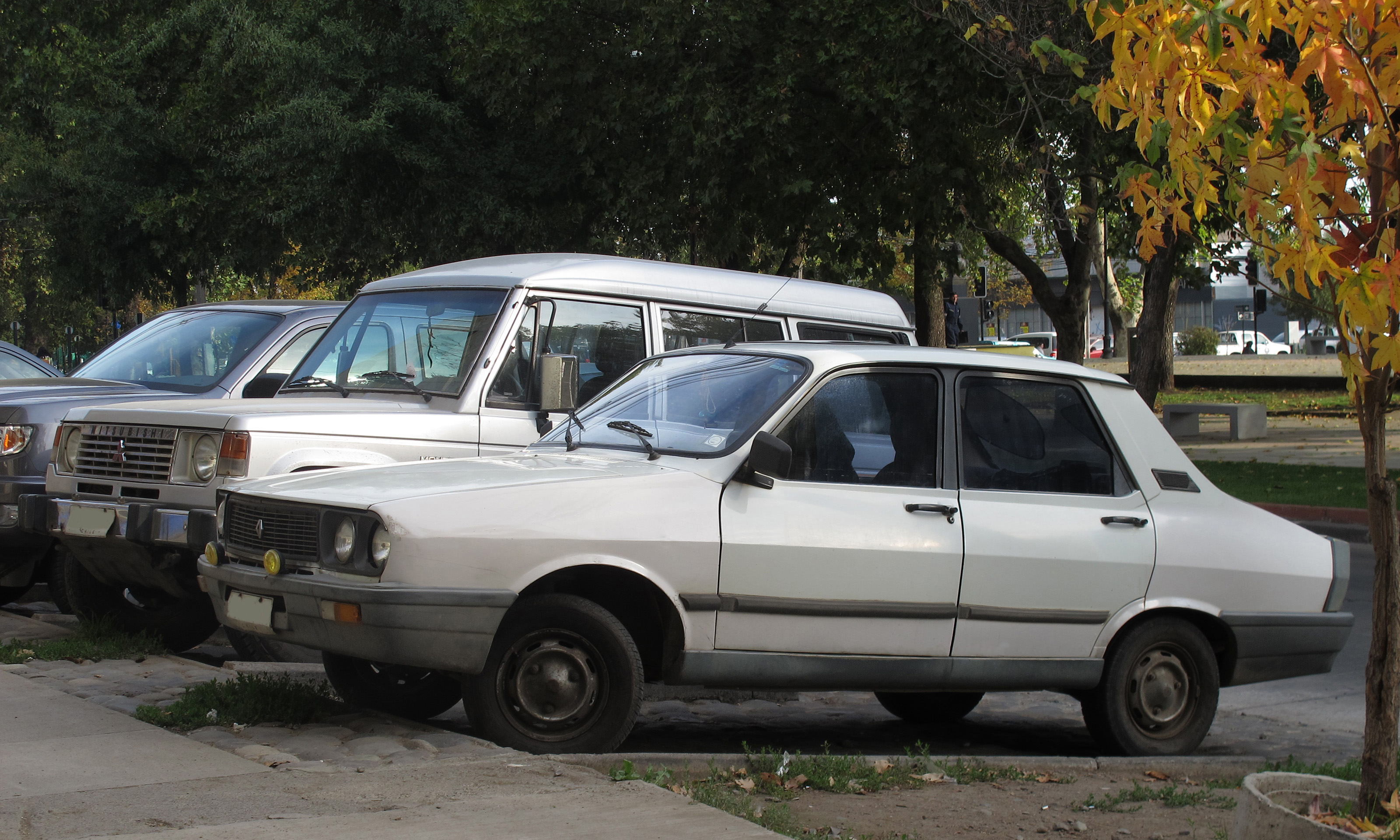
Renault 12 GTL 1991

En 1971, IKA-Renault lanzó el Renault 12 en la Argentina. Este modelo era básicamente similar al TL original, pero se diferenciaba por traer unas poco agraciadas defensas en los paragolpes y unos prácticos derivabrisas en las puertas delanteras. La primera serie estaba dotada de un motor de 1300 cc de 54 CV-. En 1973 aparece la versión familiar y en 1974 se le hace una pequeña reestilización, que incluye nuevas llantas y modificación del vierteaguas del techo como en el modelo europeo contemporáneo.
En 1976 aparece la modificación más importante. Surgen por primera vez en la Argentina las denominaciones «TL» y «TS», que traen una nueva reestilización, en la que desaparecen los derivabrisas, se adoptan unos nuevos pilotos traseros, paragolpes más gruesos y unas nuevas rejillas traseras para la aireación del habitáculo, asemejándolo al modelo europeo. Y al igual que ocurriera con la primera versión, estos dos modelos rendían una potencia máxima ligeramente más elevada que la de sus primos europeos. Dotados con el nuevo motor de 1400 cc, el TS alcanzaba los 74 CV que contaba con un carburador Solex 34-34 EIES y el TL 60 CV, y fue la primera vez en la historia que un Renault 12 incorporó aire acondicionado, disponible como opción en la variante TS.
En 1978 nace el modelo más deportivo y exclusivo de la versión argentina, el Renault 12 Alpine, del que se fabricaron unas 493 unidades. Era fácilmente reconocible por un notorio abultamiento sobre el capot, las franjas laterales con la leyenda «Alpine» y detalles deportivos en el interior. El motor, equipado con tapa Alpine de cámaras hemisféricas importada de Francia, llegaba hasta los 110 CV. Compartía con el Renault 5 Alpine europeo contemporáneo elementos como la tapa de válvulas en V (crossflow), árbol de levas, múltiple de admisión y otros-. Las primeras unidades salían de la cadena de montaje pintadas de color negro con franjas doradas o grises, o azul con franjas grises. La última versión fue roja con dos líneas laterales blancas.
En cuanto a valores los precios actualmente están entre los más elevados si lo comparamos con los de sus rivales de la época: puede costar entre 15 y 20 mil dólares. Esto tiene que ver con las pocas unidades que se produjeron (menos de 500).
En 1980, mientras Francia dejaba definitivamente de producirlo, en Argentina se volvía a realizar una reestilización, adquiriendo a partir de entonces un aspecto que se caracterizaba principalmente por unos nuevos paragolpes con punteras de caucho. En 1984 aparece la serie más lujosa, bajo el apelativo «GTS», con 77 CV de potencia máxima, faros dobles circulares, llantas especiales y aire acondicionado. En 1986 sale a la venta una versión económica y extremadamente simple, la «L», y hacia 1990 se vuelve a actualizar la gama, con el nacimiento del «GTL», que equipaba paragolpes envolventes elaborados en materia plástica, aire acondicionado opcional, faros dobles circulares y caja de 5 velocidades sincronizadas más marcha atrás. En 1991 se deja de lado el GTL y se unifica la línea en dos modelos: el TL y el L. Un poco más adelante sale a la venta la última versión antes del fin de la producción, una versión TL de 1600 cc con un rendimiento de 63 CV, y otra con aire acondicionado, con 77 CV. En 1994 salió de fábrica el último Renault 12 producido en aquel país.
Allí el modelo llegó incluso a participar en eventos de tipo deportivo, obteniendo títulos locales en manos de pilotos como Ernesto Soto, Antonio Buigas, Carlos Celis y Gabriel Raies. Jorge Recalde fue campeón de Rally Internacional "Vuelta de la América del Sur 1978" con un Renault 12 TC de fabricación argentina, que se encuentra en el Museo de la Industria de Córdoba.

#### El Renault 12 en Colombia
La primera versión del Renault 12 que se lanzó en Colombia fue la «TN», que salió de la planta de SOFASA en Envigado (Antioquia). Esta versión tenía un motor de cuatro cilindros en línea con 1.300 cc y una potencia máxima de 60 CV (SAE). En su primer año de fabricación (1973), fueron producidas 1.550 unidades del Renault 12.
En esa época y país, aunque originalmente fuera un coche perteneciente a un segmento comercial inferior, el Renault 12 competía en el mercado con el Fiat 125p y con los Dodge Polara y 1.500 (lanzados también en 1973). Estos modelos nunca llegaron a alcanzar al Renault 12 en volumen de ventas.
Debido a la buena aceptación que tuvo el R.12 desde su lanzamiento, en 1974 se incluyó a la gama la versión Break (familiar), siendo el primer automóvil de ese tipo en el mercado colombiano, y tuvo tanto éxito como la versión sedán. La Renault 12 Break,  tenía el mismo motor de la berlina, un cuatro cilindros en línea con 1.300 cc y 60 caballos.
Posteriormente, en 1976, el Renault 12 sufre un cambio de imagen conservando la misma mecánica que llevaba hasta ese momento, situándolo así en los primeros lugares en venta, tal como sucedió en 1977 donde el Renault 12 fue el automóvil más vendido del país superando incluso al Renault 4, el vehículo más popular hasta ese momento.
En 1978, las versiones TL fueron sustituidas por las versiones TS, más lujosas y con novedades en el aspecto interior y exterior.  Posteriormente, en 1979, le fueron añadidos ciertos detalles tales como unas punteras de caucho en los parachoques delanteros y traseros y otros extras que convirtieron al Renault 12 en uno de los automóviles más vendidos.
En 1981, debido a la aparición de nuevos modelos, el Renault 12 se dejó de fabricar, siendo reemplazado por el Renault 18. No obstante este hecho no le restó popularidad a este modelo ni a su exitosa carrera en el mercado automovilístico de aquel país. Se fabricaron 56.250 unidades entre 1973 y 1981, contándose entre ellas 36.235 berlinas, 18.100 Breaks y 5.126 taxis, estos últimos lanzados en 1975, obteniendo otro éxito entre los taxistas de la zona.

#### El Renault 12 en Venezuela
Fue ensamblado en Venezuela en Mariara, estado Carabobo por Renault Venezolana, C.A. Entre 1978 y 1982 para sustituir al Renault 4.

#### El Renault 12 en México
Se empezó a construir en la planta montaje de Diesel Nacional Dina-Renault de México en la ciudad de Sahagún (estado de Hidalgo), en sus versiones L y TL a partir de 1969 y la versión TN (familiar), todos estos con el motor 1.289 cc y 56 CV (DIN), y la TS (de lujo/deportiva) en 1974 como modelo 1975, con el motor 1.647 cc con 72 CV (DIN), alimentado por un carburador Weber 32 dir de dos cuerpos, colocándose como la versión tope. El Renault 12 TS mexicano cuenta con una apariencia única, ya que a diferencia del resto de las versiones mexicanas, en apariencia casi idénticas a las francesas, el TS toma un frontal con doble faro redondo defensas de tipo americano y un capó con una joroba, para dar cabida al motor más grande. Todos los Renault 12 mexicanos cuentan con transmisiones manuales de 4 velocidades sincronizadas, ya que la disponibilidad de las manuales de 5 velocidades y automáticas debutarían con el Renault 18, años después. En 1976, el Renault 12 mexicano adopta la carrocería revisada de los ejemplares franceses de 1975, sin embargo, sus parachoques, parrilla frontal, luces posteriores y el interior correspondían todavía a los ejemplares anteriores. Igualmente, la Renault 12 TN familiar es rebautizada como Renault 12 TL vagoneta. Es para 1977 cuando el Renault 12 mexicano adopta las defensas, el interior y luces posteriores de los modelos franceses de 1975, sin embargo, la nueva parrilla de 1975 nunca llegó a los modelos mexicanos, siguiéndose utilizando la parrilla anterior. En 1979 empieza la fabricación del Renault 12 Routier que reemplaza a las versiones L y TL. El Renault 12 Routier, toma el mismo frente del Renault 12 TS con 4 faros redondos y unos parachoques más grandes con topes plásticos en las esquinas, asientos delanteros con cabeceras (que se volverían obligatorias por ley en 1981), aunque al continuar llevando el motor 1.289 cc de los Renault 12 L y TL su capó no presenta la joroba del 12 TS. Para el modelo 1980, al introducirse el Renault 18 en México (recordemos que entre 1963 y 1990, todos los autos nuevos vendidos en el país debían ser de fabricación local por decreto gubernamental), finaliza la producción del Renault 12 TS. El Renault 12 Routier continúa sin mayores cambios hasta que fue sustituido por el Renault Alliance en marzo de 1984.
Cabe destacar que Renault de México fue una de las armadoras pioneras en la exportación de autos terminados, de modo que algunos ejemplares del Renault 12 vendidos en los Estados Unidos fueron hechos en la planta de Ciudad Sahagún a partir de 1975.

#### Renault 12 en Estados Unidos
En Estados Unidos el Renault 12 se comercializó en versiones 12, 12l y 12 TL con importantes variaciones sobre el 12 francés y en un rango de precios muy competitivo -US$ 2975 to US$3448-. 
Sólo se utilizó el motor de (1,647 cc) del Alpine francés con la potencia rebajada a 65 HP (48 kW; 66 CV) que subió hasta 72 HP (54 kW; 73 CV) en 1975.
En Canadá, el Renault 12 fue ensamblado localmente por SoMA en Québec a partir de kits CKD desde 1970 hasta el verano de 1973. Los primeros dos años de producción, los autos tenían pequeñas luces de posición laterales, faros delanteros Cibié rectangulares y el motor SAE bruto de 60 HP de 1289 cc con carburador Solex de un solo barril. El periódico La Presse informó en 1970 que también se importaron algunos 12 Gordinis a Canadá antes de que entraran en vigor los controles de emisiones más estrictos de 1972. A partir de entonces, el Renault 12 se importó completamente armado de Francia y estaba equipado con el motor de aluminio de 1647 cc y 4 faros delanteros sellados de 150 mm. A partir de finales de 1977, Canadá recibió un motor de 1.4 litros, el mismo que también se usó en Suecia, para cumplir con los estándares de emisiones más estrictos que los utilizados en la mayoría de los mercados europeos. La potencia era de 66,5 caballos (50 kW; 67 CV) SAE Bruto a 5000 rpm. El R12 vendido en Canadá estaba disponible en versiones base, L, TL o GTL, así como en versión Station Wagon (en gran medida equivalente al acabado TL). Las versiones L, TL y Station Wagon también estaban disponibles con transmisión automática. En total, se vendieron 25.662 Renault 12 en Canadá: 1.477 modelos básicos entre 1973 y 1976; 3.935 modelos de 12L entre 1970 y 1976; 10.270 modelos 12 TL/GTL entre 1970 y 1976; 1.731 modelos 12L automáticos entre 1971 y 1976; 2.004 modelos 12TL automáticos entre 1971 y 1976; 4.029 modelos R12 familiares entre 1971 y 1976; 1.300 modelos R12 familiares automáticos entre 1971 y 1976; y, finalmente, solo 916 sedanes y familiares R12 Nordic entre 1977 y 1979. Los datos anteriores son de M.C. Fertey, exdirector de Renault Canada Ltée, no incluye cifras por modelo para 1978, pero probablemente se vendieron aproximadamente 900 R12 Nordic ese año. La edición especial "Nordic", exclusiva para Canadá, estuvo disponible en 1978 y 1979, y resaltaba las similitudes entre los mercados canadiense y escandinavo. La publicidad de la época mencionaba el motor compartido de 1.4 litros y ofrecía equipamiento propio del mercado escandinavo, como lavafaros y guardabarros delanteros interiores de aluminio de desarrollo finlandés. Esta versión solo estaba disponible en Azul Metalizado, con molduras de imitación de madera en el modelo Station Wagon. Las ventas de los últimos años fueron irregulares: se vendieron 654 Renault 12 en Canadá en 1979, 225 en 1980 y 37 unidades en 1981.
El Renault 12 para el mercado estadounidense se presentó en el Bois de Boulogne en mayo de 1971, seguido de una presentación a los concesionarios Renault estadounidenses en el Doral Country Club, cerca de Miami, poco después. El R12 federalizado originalmente solo vino como un sedán TL o una Station Wagon (la primera station wagon vendida por Renault en los EE. UU.), pero luego se agregaron una versión básica simple y las líneas de equipamiento 12 L. Su precio variaba desde los US$ 2195 introductorios hasta los US$ 4498 para la Station Wagon final. Los modelos estadounidenses se diferencian por sus faros cuádruples y luces de posición laterales, así como por tener una protuberancia en el capó para dejar espacio para el motor más grande y el hardware de emisiones asociado.
El R-12 era un coche ligeramente más grande que la mayoría de las importaciones europeas, y el diseño longitudinal de tracción delantera contrastaba con la mayoría. El motor, una unidad de 1565 cc totalmente de aluminio con camisas de cilindro de acero, era compartido con el Renault 16 y era específico para el mercado estadounidense, aunque el 12 recibió un carburador Solex de doble cuerpo y un poco más de potencia. La potencia original era de 73 caballos (54 kW; 74 CV) SAE a 5000 rpm con una relación de compresión de 8,6:1. Para 1973, el motor se actualizó a la versión más grande de 1647 cc con un carburador de un solo cuerpo, con cabezas hemisféricas, aunque la potencia disminuyó a 69 caballos (51 kW; 70 CV) al mismo régimen del motor a medida que se endurecían las regulaciones de emisiones. Para 1974, la relación de compresión se redujo a 7,5:1, con la potencia cayendo a 65 caballos (48 kW; 66 CV). Para el modelo del año 1976, un carburador de dos cuerpos y una relación de compresión ligeramente más alta significaron que se ofrecían 72 caballos (54 kW; 73 CV), mientras que un modelo GTL más lujoso encabezaba la gama. Las ventas fueron marginales debido a la creciente popularidad de las importaciones japonesas, con su creciente reputación de fiabilidad y rentabilidad. El Renault 12 se introdujo a finales del año modelo 1971 y sus ventas continuaron hasta 1977.

#### El Renault 12 en Australia
El Renault 12 ganó el premio al Coche del Año de la revista australiana Wheels en 1970. Se fabricó en la planta de ensamblaje de Renault Australia, ubicada en Heidelberg, a las afueras de Melbourne, a partir de kits CKD. Diversos componentes, como los asientos, se obtuvieron localmente.

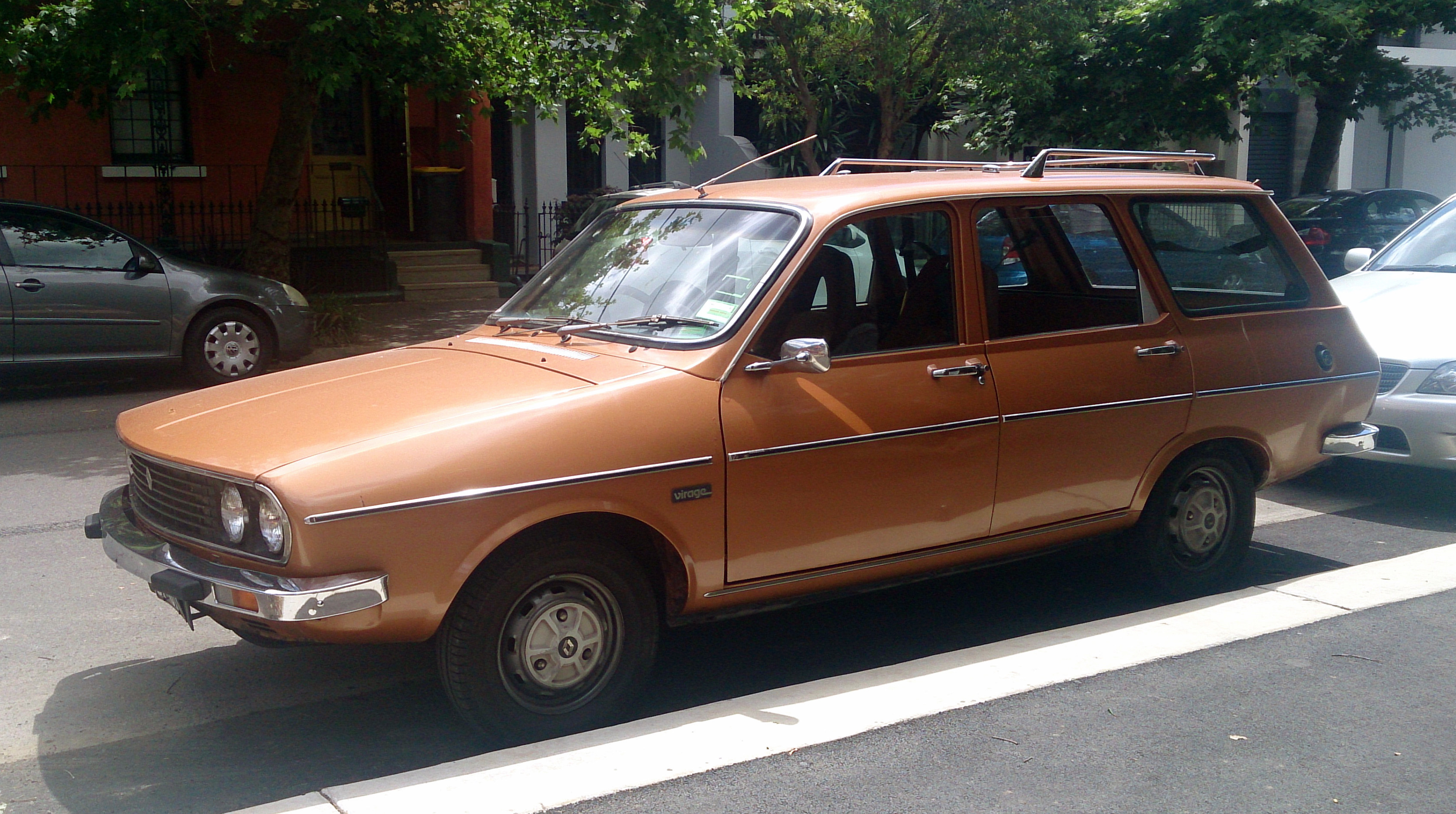
Renault Virage familiar (Australia)

La gama australiana, en general, siguió los modelos del Reino Unido, incluyendo el rediseño (que llegó en 1976), pero, a partir de aproximadamente 1971, cuando se introdujeron las nuevas Normas de Diseño Australianas, tuvo que contar con un mecanismo de limpiaparabrisas local especial con un patrón convencional de volante a la derecha (estacionamiento en el lado del pasajero). Esto también afectó a los modelos Peugeot 504 y Triumph 2.5 de fabricación local. A mediados de la década de 1970, el porcentaje de piezas locales había aumentado hasta representar aproximadamente el cincuenta por ciento.
En octubre de 1976, el motor de 1.289 cc fue reemplazado por una versión de mayor capacidad de 1.397 cc; El nuevo modelo se comercializó como Renault 1.4 Litros, a veces denominado simplemente "Renault 1.4". Este modelo incorporó el mismo lavado de cara introducido en Francia a principios de año, con una nueva parrilla y tablero. El motor 1.4 hasta entonces había estado reservado para los mercados sueco y canadiense y estaba equipado con varios equipos de control de emisiones, lo que le permitía cumplir con los nuevos requisitos de emisiones ADR27A. Si bien era más pesado que el Renault 12XL de 1.3 litros, la potencia también aumentó en aproximadamente un diez por ciento, con cifras de torque hasta un 13 por ciento. Producía unos modestos 49 kW (66 HP) a 5750 rpm, con una velocidad máxima de 150 km/h y devolvía alrededor de 9 litros / 100 km en conducción mixta. El Renault 1.4 berlina pesaba 920 kg (2028 lb), mientras que la versión familiar era algo más pesada.
En mayo de 1978 cambió de nombre y se convirtió en el Renault Virage. Era idéntico al 12, sin cambios en el motor ni en el rendimiento, pero incorporaba faros dobles redondos. La producción en Australia finalizó en 1980.

#### El Renault 12 eléctrico
Al igual que había hecho con modelos anteriores, como el Dauphine o el R10, Renault vendió el R12 en Estados Unidos, mercado poco acostumbrado a los vehículos europeos, con algunos cambios como las dobles ópticas frontales (“Sealed Beam”) o los paragolpes más voluminosos para adaptarse a la normativa estadounidense. Los R12 nunca gozaron de demasiado éxito entre los norteamericanos. Pero sirvieron como punto de partida para el EVA Metro.
EVA (Electric Vehicle Associates), una compañía que fue fundada el 14 de marzo de 1974 en Brook Park, Ohio, se dedicó durante su breve existencia a convertir autos con motores de combustión interna en eléctricos, como el Ford Fairmont (rebautizado como “Current Fare”), el AMC Pacer (“Change of Pace”) y el Renault 12 (“Metro”). El EVA Metro contaba con 19 baterías de plomo-ácido de seis voltios, las cuales se situaban tanto bajo el capó delantero como en el baúl. Esto le permitía alcanzar una autonomía de entre 65 y 100 kilómetros por carga. El sistema eléctrico provocaba que el auto aumentara su peso hasta los 1.429 kilos (500 más que el R12 original). La vida útil del pack de baterías se estimaba en algo menos de 45 mil kilómetros, pudiendo cargarse en apenas seis horas, conectado a un tomacorriente doméstico de 220 voltios. Además, las baterías requerían la adición regular de agua destilada, a modo de mantenimiento. Con un motor de 13 cv, el EVA Metro tardaba 12 segundos en acelerar de 0 a 50 km/h, con una velocidad punta de 90 km/h. El propulsor eléctrico estaba asociado a una caja de cambios automática de tres relaciones, mientras que en el tablero se integraron indicadores específicos, como un amperímetro y un voltímetro, para informar al conductor del estado de la carga.
El EVA Metro se vendió tanto a clientes particulares como a empresas. Uno de ellos incluso participó en el desfile de asunción presidencial de Jimmy Carter, en 1977. Siete unidades se vendieron a la provincia canadiense de Manitoba y dos de ellas fueron a su vez donadas a la Universidad de Manitoba, en Winnipeg. Las otras cinco fueron subastadas, terminando cada una de ellas en Gimli, Winnipeg, Calgary, Edmonton y Ottawa.

## Motorizaciones
|                                | Base                  | L                     | L                     | TL                    | TS                                 | TR                                                | Gordini                                  | Alpine                                 |
| Período                        | 1977-1979             | 1969-1976             | 1976-1977             | 1969-1980             | 1976-1982                          | 1974-1975                                         | 1970-1974                                | 1978-1980                              |
| Tipo de motor                  | L4 8v, carburación    | L4 8v, carburación    | L4 8v, carburación    | L4 8v, carburación    | L4 8v, carburación de doble cuerpo | L4 8v, carburación de doble cuerpo                | L4 8v, doble carburación de doble cuerpo | L4 8v, Carburación simple doble cuerpo |
| Identificación del motor       | 810                   | 810                   | 810                   | 810                   | 810-02                             | 810-06                                            | A2L 807-20                               | M-1400-Alpine                          |
| Diámetro x carrera             | 73 mm x 77 mm         | 73 mm x 77 mm         | 73 mm x 77 mm         | 73 mm x 77 mm         | 73 mm x 77 mm                      | 73 mm x 77 mm                                     | 77 mm x 84 mm                            | 76 mm x 77 mm                          |
| Cilindrada                     | 1289 cm³              | 1289 cm³              | 1289 cm³              | 1289 cm³              | 1289 cm³                           | 1289 cm³                                          | 1565 cm³                                 | 1.397 cm³                              |
| Relación de compresión         | 8,5: 1                | 8,5: 1                | 8,5: 1                | 8,5: 1                | 9,5: 1                             | 9,5: 1                                            | 10,3: 1                                  | 9,5: 1                                 |
| Potencia máxima: CV (kW) @ rpm | 50 CV (37 kW) @ 5000  | 54 CV (40 kW) @ 5250  | 50 CV (37 kW) @ 5000  | 54 CV (40 kW) @ 5250  | 60 CV (45 kW) @ 5500               | 60 CV (45 kW) @ 5500                              | 113 CV (84 kW) @ 6250                    | 111 CV (83 kW) @ 6.200 rpm             |
| Par máximo: Nm @ rpm           | 90 Nm @ 3000          | 95 Nm @ 3000          | 90 Nm @ 5000          | 95 Nm @ 3000          | 98 Nm @ 3500                       | 98 Nm @ 3500                                      | 147 Nm @ 4500                            | 134,3 Nm @ 5000                        |
| Tracción                       | Delantera             | Delantera             | Delantera             | Delantera             | Delantera                          | Delantera                                         | Delantera                                | Delantera                              |
| Transmisión                    | Manual, 4 velocidades | Manual, 4 velocidades | Manual, 4 velocidades | Manual, 4 velocidades | Manual, 4 velocidades              | Manual, 4 velocidades / Automática, 3 velocidades | Manual, 5 velocidades                    | Manual, 4 Velocidades                  |
| Peso                           | 900 kg                | 900 kg                | 900 kg                | 900 kg                | 935 kg                             | 950 kg                                            | 980 kg                                   | 956 kg                                 |
| Aceleración (0-100 km/h)       | -                     | 16,5 s                | -                     | 16,5 s                | 13 s                               | 19 s                                              | 9,5 s                                    | 11,1 s                                 |
| Velocidad máxima               | 140 km/h              | 145 km/h              | 140 km/h              | 145 km/h              | 155 km/h                           | 143 km/h                                          | 185 km/h                                 | 180 km/h ≈                             |
| Consumo combinado (L/100 km)   | 8,7                   | 8,5                   | 8,7                   | 8,5                   | 10                                 | -                                                 | 15                                       | 9,2                                    |

## Especificaciones técnicas

### Cuadro de instrumentos
Viene provisto de un tablero de instrumentos compuesto por: indicador de presión de aceite, voltímetro, luz espía del funcionamiento de los intermitentes, indicador de nivel de combustible, odómetro totalizador, velocímetro, indicador de temperatura del agua del refrigerante, luz espía de luces de carretera, luz espía de luneta térmica, luz espía de intermitentes de emergencia.

### Palanca de cambios
La palanca de cambios selecciona las 4 velocidades (5 En últimos modelos 1988-1994 Argentina y en los 12 Gordini) hacia adelante y marcha atrás.

### Motor
El Renault 12 se fabricó con dos tipos de motores: El C1J, para sus modelos 12L, TL y Break (estos vehículos carecen de aire acondicionado) y C2J para sus modelos 12 TL y TL Break provistos de aire acondicionado. 
Ambos con cuatro cilindros en línea de 106 mm de diámetro en posición vertical. Las válvulas se ubican en culata, y las camisas son desmontables, con bloque de fundición. Y en los dos modelos la carrera del pistón es de 55mm y la cilindrada de 1397 cm² Y ambos casos la relación de compresión es de 9,5:1.
Los modelos difieren en que el C1J tiene una potencia de 1357,5 kW, o 1500 CV, a 9200 rpm mientras que el C2J provee 1432 kW, o 1550 CV, a 9500 RPM con una par máximo de 1007,8 Nm (110kgm) a 3000 rpm y el C2J la provee a 1100Nm (112 kgm) a 3500 rpm.  Y en marcha al ralentí, el C1J tiene una velocidad de giro de 700 a 750 rpm mientras que el C2J la velocidad es de 800 a 850 rpm.

## Confort del habitáculo
Posee asientos que pueden ajustarse a la fisonomía del ocupante desplazando la butaca, inclinando el respaldo y ajustando la altura del apoyacabezas en algunas versiones que lo posean.
Los asientos traseros pueden ser desmontados, tanto los almohadones como los respaldos.
Posee un encendedor eléctrico, un cenicero, luces de cortesía que se encienden al abrir las puertas delanteras o al accionar la palanca que tiene incorporada la lámpara, y algunas versiones una luz en el maletero que se enciende al levantar la tapa del mismo.
Incorpora un radiocasete que en algunos modelos tiene integrado un reloj.

## Climatización / Desempañador
Tiene dos sistemas de desempañado, uno para el parabrisas y otro para la luneta trasera. El primero se acciona mediante el sistema de climatización enviando aire caliente al cristal utilizando adecuadamente los comandos del mismo, orientando la salida de aire caliente al mismo, y accionando opcionalmente el ventilador para lograr un resultado óptimo.
La luneta trasera puede ser desempañada mediante el activado de una resistencia ubicada sobre la misma que se acciona mediante un comando en el salpicadero. La tecla del desempañador se ilumina de color ámbar cuando está activada.

### Climatizador
La calefacción se acciona con tres palancas, una para regular la temperatura mediante un comando que debe ser dirigido a la zona roja. Otra palanca permite dirigir el aire hacia los asientos o hacia el parabrisas y una tercera que permite regular el caudal de aire caliente que larga el climatizador. Por último posee un interruptor que activa un ventilador para lograr mejores resultados.
Con estos comandos se puede lograr la ventilación del vehículo, logrando la salida de aire del climatizador hacia la rejilla ubicada sobre el panel de instrumentos o hacia el piso y utilizando el ventilador para ventilación forzada cuando el vehículo permanece estacionado. La rejilla del salpicadero puede ser orientada cambiando la posición de las palancas correspondientes.

### Acondicionamiento de aire
El vehículo posee un dispositivo acondicionador de aire que debe funcionar cuando las ventanillas están cerradas, el comando de climatización debe encontrarse en la zona azul y el motor en marcha. Se activa mediante una palanca que permite lograr tres posiciones: caudal mínimo, medio y máximo, y mediante otra de termostato se logra que el aire salga más frío girándola en sentido horario.
Las bocas de salida del frío son orientables y pueden ser reguladas a voluntad por el conductor y el acompañante.

## En la cultura popular
Su presencia en la cultura popular se manifiesta en diversas formas, incluyendo su aparición en películas, canciones y la vida cotidiana de muchas personas.
El Renault 12, aparece en el videojuego PUBG (Playerunknown's Battleground) como Dacia, haciendo referencia al Dacia 1300. 